# سکسمن (آلاسکا)
سکسمن (به انگلیسی: Saxman) شهری در بخش کچیکان گیت‌وی ایالت آلاسکا است که جمعیت آن در سرشماری سال ۲۰۰۰ میلادی ۴۳۱ نفر بوده‌است.